# 金民浩
金民浩 (韓語：김민호，1990年1月9日—)，或譯金敏浩，韓國男演員。

## 演出作品

### 電視劇
- 2006年：KBS2《玉琳成長日記3》
- 2011年：MBC《High Kick！短腿的反擊》
- 2013年：tvN《Monstar》
- 2013年：KBS2《鯊魚》
- 2013年：JTBC《再也無法忍受》
- 2014年：tvN《九數少年》飾演 王基燦
- 2014年：TV朝鮮《火花裡》飾演 17歲的安倍
- 2015年：JTBC《親愛的恩東啊》飾演 高東奎[3]
- 2015年：KBS2《無理的前進》飾演 閔孝植
- 2016年：KBS2《Master—麵條之神》飾演
- 2016年：KBS2《心靈的聲音》飾演 徐釜旭
- 2017年：KBS2《七日的王妃》飾演 白錫喜
- 2020年：OCN《驅魔麵館》飾演 白俊圭
- 2021年：KBS2《Okay！光姐妹》飾演 卞公債
- 2021年：tvN《智異山》飾演 金起昌[4]
- 2021年：KBS2《花開時想月》飾演 金日東
- 2022-23年：Olleh TV、Seezn、Genie TV、ENA《新兵》飾演 朴民席（2季）[5]
- 2023年：《樂園》飾演 朴漢哲[6]
- 2023年：Netflix《我的女神室友斗娜》飾演 徐潤澤

### 電影
- 2013年：《好朋友們》飾演 京煥
- 2015年：《葬禮的願望》飾演 洪杓
- 2018年：《搖擺男孩》飾演 小胖[7]
- 2021年：《今天的超能力》飾演 河鎮
- 2022年：《樂透大作戰》飾演 方哲振[8]
- 2023年：《Count》飾演 朴福安

## 獎項
於2023年以《新兵》入圍第59屆百想藝術大獎TV部門男子新人演技賞。

## 外部連結
- 金民浩的Instagram帳戶